# Râul Căluieț
Râul Căluieț este un curs de apă, afluent al râului Călui. 